# Walter Schwarzl
Walter Schwarzl (* 23. Juli 1911 in Dzieditz; † 18. Dezember 2001 in Klosterneuburg) war ein österreichischer Künstler und Kunsterzieher.

## Leben
Walter Schwarzl wurde als Sohn des Josef Schwarzl und dessen Frau Hildegard, geb. Scholz, im Bahnhofsgebäude der Gemeinde Czechowitz im damaligen Österreichisch-Schlesien geboren. Nach dem Besuch der Volksschule des Deutschen Schulvereins in Dzieditz absolvierte er vier Klassen des Realgymnasiums in Bielitz. Als nach dem Ende des Ersten Weltkrieges Ostschlesien zu Polen kam und von den österreichischen Staatsbürgern das Zehnfache an Schulgeld gefordert wurde, schickte man die drei Söhne der Familie zum Studium nach Wien. Schwarzl besuchte zunächst die HTL für Tiefbau in Mödling, an der er durch Ferialpraxis nach drei Jahren den Gesellenbrief als Maurer erwarb. Nach Entdeckung seines Zeichentalentes wechselte er an die Graphische Lehr- und Versuchsanstalt und absolvierte dort die Abteilung für Gebrauchsgraphik und Chemiegraphie. Später setzte er sein Studium an der Akademie der Bildenden Künste fort. Die Einberufung zum Militär unterbrach sein Studium, das er jedoch während eines Fronturlaubes im Jahre 1941 abschloss.
Im Dezember 1940 heiratete er Augusta David, Professorin für Mathematik, Physik und Leibesübungen. Seinen Militärdienst leistete er in Frankreich und Norwegen und geriet 1944 in französische Kriegsgefangenschaft. 1946 nach Wien zurückgekehrt, lebte er anfangs als freischaffender Künstler, legte aber später die Lehramtsprüfung für Zeichnen und Handarbeit ab. Seine Lehrtätigkeit als Kunsterzieher begann er an einem Mädchen-Realgymnasium in Wiener Neustadt, um dann an der Realschule Wien XII. zu unterrichten.
Seit seiner Pensionierung im Jahre 1972 war Schwarzl als Künstler und Kustos im Mährisch-Schlesischen Museum in Klosterneuburg ehrenamtlich tätig. Hierfür erhielt er zusammen mit seiner Frau 1991 das Goldene Ehrenzeichen für Verdienste um das Land Niederösterreich von Landeshauptmann Siegfried Ludwig überreicht.
Schwarzls 80. Geburtstag war Anlass zu einer Jubiläumsausstellung im mährisch-schlesischen Heimatmuseum in Klosterneuburg, in der eine kleine Auswahl seines Lebenswerkes gezeigt wurde, das Radierungen, Kupferstiche, 61 Gemälde, Zeichnungen und vor allem Aquarelle umfasst.
Am 18. Dezember 2001 starb Schwarzl im 91. Lebensjahr im Marienheim in Klosterneuburg in Niederösterreich.